# 唇からロマンチカ/That's Right
『唇からロマンチカ/That's Right』（くちびるからロマンチカ / ザッツ ライト）は、日本の音楽グループ、AAAの14枚目のシングル。2007年5月16日にavex traxから発売された。

## 概要
- 前作『Get チュー!/SHEの事実』から約1か月での発売となる。
- 「CD ONLY」「CD+DVD A」（「唇からロマンチカ」のPVを収録）「CD+DVD B」（「That's Right」のPVを収録）の3種類での発売となる。ジャケットなどの仕様は3種類とも異なるが、収録曲は同じ。「CD ONLY」は初回盤のみ24ページのフォトブックレットが付く[1]。
- 両A面シングルとしては、『ソウルエッジボーイ／キモノジェットガール』、『Black&White』、『Get チュー!／SHEの事実』に続き4枚目となる。
- 「CD+DVD A」のジャケット写真にある唇は、男性・女性メンバー問わず全員で赤い口紅を塗り試行錯誤した結果、西島隆弘がモデルとなったものである。
- 8人のメンバーで発売された最後のシングルである。

## 収録内容

### CD+DVD A
CD
1. 唇からロマンチカ [3:45]
作詞：井上秋緒、作曲：BULGE、編曲：池田雅明
  - テレビドラマ『美味學院』（テレビ東京系）主題歌。
2. That's Right [3:44]
作詞：松井五郎、作曲：石田匠、編曲：柴崎浩
  - テレビドラマ『美味學院』（テレビ東京系）挿入歌。
3. Let it beat! (Aurum vs. Ovrar mix) [4:09]
4. 唇からロマンチカ (Instrumental) [3:45]
5. That's Right (Instrumental) [3:41]

DVD
1. 唇からロマンチカ (Music Clip)

### CD+DVD B
CD
1. 唇からロマンチカ
2. That's Right
3. Let it beat! (Aurum vs. Ovrar mix)
4. 唇からロマンチカ (Instrumental)
5. That's Right (Instrumental)

DVD
1. That's Right (Music Clip)

### CD ONLY
1. 唇からロマンチカ
2. That's Right
3. Let it beat! (Aurum vs. Ovrar mix)
4. 唇からロマンチカ (Instrumental)
5. That's Right (Instrumental)